# Краснуха винограду

Краснуха — небезпечна хвороба винограду.

## Симптоми краснухи у винограду
Хвороба вражає в основному листя і тільки в окремих випадках може розвиватися на інших зелених органах виноградних кущів. На листках білих сортів вона викликає появу коричневих плям, оточених вузькою жовтувато-восковою облямівкою. У червоних сортів колір плям червоний, рубіновий, а облямівка — яскраво-зелена або жовта. Вони, як правило, різко обмежуються жилками листка і мають кленоподібну форму. Починають з'являтися на окружності литсків, потім їх розміри збільшуються і вони часто охоплюють весь листок. Вражені листки потовщуються, стають крихкими, а їхні краї часто закручуються донизу. Такі листки засихають і опадають задовго до природного листопаду або заморозку.
Спочатку плями краснухи нагадують мілдьюозні. Щоб розрізнити ці хвороби у початковий період, вражені листки потрібно помістити у вологу камеру (в чашку Петрі з вологим фільтрованим папером). При враженні листків мілдью з нижнього боку на другий день з'являється сильне спороношення гриба. Відсутність спороношення свідчить про враження листка краснухою.
Краснуха вражає спочатку перші нижні листки, а потім наступні. В окремих випадках хвороба може розвиватися на зелених пагонах, суцвіттях і гронах.

## Збудник краснухи у винограду
Збудник хвороби — сумчастий гриб Pseudopeziza tracheiphylla Mull із порядку Holotiales. Зимує в опалому враженому листі винограду, де може розвиватися сапрофітно протягом кількох років. До весни, в умовах підвищеної вологості і при температурі вище 10°C, на вражених листках, які перезимували, утворюється маса чашоподібних плодових тіл (апотеціїв). Вони проростають і помітні неозброєним оком у вигляді світлих або жовтуватих точок. Величина апотеціїв 130—400 мкм в діаметрі. В кожній з них дозріває 100 сумок, які містять по 8 яйцеподібних сумкоспор розміром 18-22Х 9,5-11 мкм.
При підвищеній вологості сумкоспори розкидуються і, потрапляючи на листок, проростають. Ростки, які утворилися, проникають в середину листка через кутикулу, а потім в жилки. Росткові гіфи вільно проникають через кутикули зверху і знизу листка. Внаслідок враження провідних пучків спостерігається некроз і засихання тканин листка.
Інкубаційний період краснухи триває 15-20 днів. Оптимальна температура для розвитку хвороби близько 20°C. При найсприятливіших умовах гриб може утворювати на вражених тканинах листка конідіальне спороношення.
Ps. tracheinhylla дає — гілясті багатоклітинні конідієносці, на кінцях яких формуються світлі, довгасті конідії
розміром 4-5Х 1,8-2 мкм. Можливо, конідієспори можуть слугувати джерелом повторного зараження листків краснухою в кінці літа.
Краснуха часто вражає насадження (в тому числі і молоді 3-4 річного віку), які ростуть на щільних вологих з глинистим підґрунтям або на сухих піщаних ґрунтах.
Хвороба може підсилюватися всіма факторами, які затримують переміщення в рослинах продуктів асиміляції: неякісна спайка прищеплених рослин, сухорукавність, асфікція коріння та ін. Краснуха часто вражає рослини, які погано культивувалися або при порушенні балансу поживних речовин. Вибухи захворювання спостерігаються після переобтяження кущів урожаєм або при нестачі в ґрунтікалію.
Нестача калію в ґрунті зазвичай пов'язана з дуже бідним ґрунтом, підвищеним в ній вмістом глини, яка поглинає калій.
Враження виноградників краснухою часто спостерігається в роки слабкого розвитку мілдью, коли різко зменшується кількість обприскувань протимілдьюзними препаратами.
Краснуха викликає передчасне відмирання і осипання листя. Внаслідок цього пригнічується ріст суцвіть, пагонів і грон. При вражені листового апарату суцвіття часто осипаються або засихають, а потім опадають. Грона, які залишилися відстають у рості, розвиток їх зсувається в бік пізнішого достигання. Вони накопичують недостатню кількість вуглеводів і відзначаються поганою якістю. Крім того, хвороба є причиною слабкого визрівання однорічного приросту, що призводить до враження таких насаджень морозом.

## Боротьба з краснухою винограду
Заходи по захисту виноградників від краснухи зводиться до здійснення агротехнічних прийомів, спрямованих на створення сприятливих умов для росту і розвитку рослин і хімічних мір захисту від хвороби за допомогою фунгіцидів. 
Потрібно уникати закладання виноградників на перезволожених тяжких глинистих або сухих піщаних ґрунтах.
Краснуха розвивається слабше при своєчасному догляді за ґрунтом і удобренні рослин. На ділянках, які часто вражаються краснухою, потрібно вносити підвищені норми калійних добрив. 
Органічні добрива також зменшують інтенсивність розвитку краснухи.
Основний метод боротьби з мілдью — обприскування насаджень фунгіцидами. Проти мілдью рекомендовані наступні фунгіциди: Акробат МЦ, Антракол, Блу бордо, Діта М-45, Еупарен, Квадріс, Купроксат, Мелоді дуо, Мерпан, Мікал, Пенкоцеб, Ридоміл Голд МЦ, Стробі, Танос, Ферофлор, Флінт, Фольпан, Чемпіон, Шавіт Ф. Обробки виноградника проводять, як тільки розгорнуться перші 3-4 листка і пропонується теплий дощ, який стимулює розвиток хвороби. В наступному обприскуванню проти мілдью одночасно подавлюють і розвиток краснухи. 

## Галерея